# Zhongjiang
Zhongjiang léase Zhong-Chiáng (en chino simplificado, 中江县; pinyin, Zhōngjiāng xiàn, lit: río central) es un condado bajo la administración directa de la ciudad-prefectura de Deyang. Se ubica en la provincia de Sichuan, centro-sur de la República Popular China. Su área es de 2063 km² y su población total para 2010 fue más de 1 millón de habitantes.

## Administración
El condado de Zhongjiang se divide en 45 pueblos que se administran en 29 poblados y 16 villas.